# Bronowice (województwo łódzkie)
Bronowice – wieś w Polsce położona w województwie łódzkim, w powiecie brzezińskim, w gminie Brzeziny.
Wieś szlachecka położona była w drugiej połowie XVI wieku w powiecie rawskim ziemi rawskiej województwa rawskiego.
W latach 1954–1972 wieś należała i była siedzibą władz gromady Bronowice. W latach 1975–1998 miejscowość administracyjnie należała do województwa skierniewickiego.
Przez miejscowość przepływa rzeka Mroga, dopływ Bzury.
W Bronowicach urodził się Ludwik Lemański, powstaniec listopadowy, podporucznik w 5 Pułku Piechoty Liniowej, przemysłowiec.